# Fort Clonque
 (avril 2025).
Si vous disposez d'ouvrages ou d'articles de référence ou si vous connaissez des sites web de qualité traitant du thème abordé ici, merci de compléter l'article en donnant les références utiles à sa vérifiabilité et en les liant à la section « Notes et références ».
Le fort Clonque est un fort construit au XIXe siècle, sur l'île d'Aurigny dans l'archipel des îles Anglo-Normandes, par les Britanniques pour faire face aux menaces de la marine française.

## Description
Le fort Clonque est construit sur un éperon rocheux formant une presqu'île à marée basse. Les travaux débutèrent en 1847. Mais en 1886, il fut officiellement désarmé. Durant la Seconde Guerre mondiale, les troupes d'occupation allemande en firent un bastion militaire et un poste d'observation avancé.
L'édifice militaire pouvait accueillir une cinquantaine d'hommes. Les enceintes fortifiées étaient pourvues d'une dizaine de petits canons sur roues, mais aucun n'a jamais tiré un seul boulet. Le fort Clonque est tombé en désuétude avant d'être rénové par l'association Landmark Trust en 1966.